# Coefficiente osmotico
Un coefficiente osmotico (simbolo {\displaystyle {\boldsymbol {\phi }}} o φ) è una quantità adimensionale che caratterizza la deviazione di un solvente dal comportamento ideale, in riferimento alla legge di Raoult per la pressione di vapore della soluzione. Si può esprimere sia con la concentrazione del solvente che con quella dei soluti. La definizione dipende da come si esprime la composizione chimica di una soluzione. Un coefficiente simile è quello di van 't Hoff che indica una deviazione del soluto dal comportamento ideale in riferimento all'equazione di van 't Hoff per la pressione osmotica.
Il suo campo di valori reali sono: soluzioni ideali (soluti non volatili) {\displaystyle \phi =1}, soluzioni a deviazioni negative della legge Raoult {\displaystyle \phi >1}, ad esempio nel saccarosio in soluzione acquosa, e soluzioni a deviazioni positive {\displaystyle 0<\phi <1} come nell'etere etilico in soluzione di acetone (soluti volatili).

## Definizione
La definizione di φ, come quella del coefficiente di attività γ, presuppone che i soluti elettroliti si dissocino completamente e che la quantità di solvente disponibile sia costante per tutte le concentrazioni di soluto. Quindi, φ=1 indica il 100% di dissociazione. La legge di Raoult non si basa su alcuna ipotesi, ma sull'osservazione che la diminuzione della pressione di vapore è proporzionale alla quantità di particelle di soluto. Queste due definizioni di idealità sono in conflitto tra loro.
Sotto tali ipotesi, consideriamo una soluzione chimica ad {\displaystyle n+1} componenti. Indichiamo con {\displaystyle i=0} il solvente, mentre gli {\displaystyle n} soluti hanno indice {\displaystyle i=1} fino ad {\displaystyle n}

### Definizione termodinamica
Il coefficiente osmotico basato sulle molalità bi (alcuni testi le indicano mi) dei soluti viene definito come:
{\displaystyle \phi ={\frac {\mu _{0}^{*}-\mu _{0}}{RT\,M_{0}\sum _{i=1}^{n}b_{i}}}}
e basato sulla frazione molare del solvente {\displaystyle x_{0}} diventa:
{\displaystyle \phi =-{\frac {\mu _{0}^{*}-\mu _{0}}{RT\,\ln x_{0}}}}
dove le grandezze in gioco sono:
- {\displaystyle \mu _{0}^{*}} è il potenziale chimico del solvente puro  [kJ/mol]
- {\displaystyle \mu _{0}} è il potenziale chimico del solvente nella soluzione  [kJ/mol]
- {\displaystyle M_{0}} è la   massa molare del solvente nella soluzione  [kg/mol]
- {\displaystyle x_{0}} è la || La frazione molare del solvente nella soluzione
- {\displaystyle R} è la costante dei gas [kJ/(mol K)]
- {\displaystyle T} è la temperatura della soluzione  [K]
- {\displaystyle b_{i}} sono le molalità degli {\displaystyle n+1} componenti della soluzione [mol/kg]
- {\textstyle b_{T}=\sum _{i=1}^{n}b_{i}} è la molalità totale della soluzione [mol/kg]

Quest'ultimo è talvolta detto coefficiente osmotico razionale. I valori delle due definizioni sono differenti, ma essendo
{\displaystyle \ln x_{0}=-\ln \left(1+M_{0}\sum _{i=1}^{n}b_{i}\right)\approx -M_{0}\sum _{i=1}^{n}b_{i},}
le due definizioni sono simili, e infatti entrambe si avvicinano a 1 quando la concentrazione dei soluti va a zero. Nell'ultima relazione abbiamo utilizzato lo sviluppo in serie di {\displaystyle ln(1+x)} e l'approssimazione  {\displaystyle ln(1+x)\approx x} quando la variabile {\displaystyle x\approx 0}.
In questo caso {\textstyle x=M_{0}\sum _{i=1}^{n}b_{i}} che è certamente una quantità {\displaystyle x\to 0}.

### Soluzioni binarie.φ(a0, b1)approssimata
La composizione di una soluzione espressa in frazioni molari {\displaystyle x_{i}} delle diverse componenti, ha le relazioni
{\displaystyle x_{i}={\frac {n_{i}}{n}}\quad i=0...n,\qquad n=\sum _{i=0}^{n}n_{i}\,,\qquad \sum _{i=0}^{n}x_{i}=1}
La legge di Raoult per una soluzione reale con n-soluti volatili/1-solvente è:
{\displaystyle P_{sol}=\,\sum _{i=0}^{n}a_{i}{P_{i}}^{*}=\,\sum _{i=0}^{n}f_{i}x_{i}{P_{i}}^{*}}
Lo stato standard di ogni componente della miscela è la sostanza pura, che ha un'attività di uno. Nell'ultima relazione sono stati utilizzati i coefficienti di attività razionale, che sono definiti come {\displaystyle a_{i}=f_{i}x_{i}} per {\displaystyle i=0,\dots ,n} e indicano quanto la soluzione si discosta dal comportamento ideale con un campo di variabilità {\displaystyle f_{i}>0}.
La legge di Raoult per una soluzione ideale
{\displaystyle P_{sol}=\,\sum _{i=0}^{n}x_{i}{P_{i}}^{*},\qquad (f_{i}=1\quad i=0,...n)}
e per una soluzione ideale diluita con n-soluti non volatili/1-solvente è:
{\displaystyle x_{0}=\,{\frac {P_{sol}}{{P_{0}}^{*}}}\approx a_{0}\qquad P_{i}=P_{i}^{*}\,x_{i}\approx 0\quad i=1,...n}
Sebbene le attività siano state definite in termini di frazioni molari, per esprimere la concentrazione in una soluzione diluita è numericamente conveniente utilizzare le molalità ({\displaystyle b_{i}}), cioè come il numero di moli del soluto per 1 kg di solvente. Le relazioni sono:
{\displaystyle b_{0}={\frac {n_{0}}{n_{0}M_{0}}}={\frac {1}{M_{0}}}}
{\displaystyle b_{i}={\frac {n_{i}}{n_{0}M_{0}}}={\frac {x_{i}}{x_{0}M_{0}}}={\frac {c_{i}}{c_{0}M_{0}}}\qquad i=1...n}
Si riconsideri il caso della soluzione 1-soluto/1-solvente ideale diluita ({\displaystyle a_{0}\to x_{0}} quando {\displaystyle x_{0}\to 1} e {\displaystyle a_{i}\to x_{i}} quando {\displaystyle x_{i}\to 0}). Per le relazioni molalità-frazione si ha:
{\displaystyle x_{1}={\frac {1}{1+{\dfrac {1}{M_{0}b_{1}}}}}={\frac {b_{1}}{b_{1}+{\dfrac {1}{M_{0}}}}}={\frac {b_{1}}{b_{0}+b_{1}}}}
{\displaystyle x_{0}={\frac {1}{1+M_{0}b_{1}}}=1-x_{1}}
Adesso occorre ricavare una relazione tra {\displaystyle a_{0}} e la molalità del soluto {\displaystyle b_{1}}. Per soluzioni diluite, {\displaystyle b_{1}\ll b_{0}}, quindi è possibile trascurare {\displaystyle b_{1}} nel denominatore della precedente relazione per {\displaystyle x_{1}} (prima approssimazione) e si ottiene
{\displaystyle x_{1}\approx M_{0}\,b_{1}}
{\displaystyle x_{0}=1-x_{1}\approx 1-M_{0}b_{1}}
per cui l'attività del solvente per soluzioni diluite diventa
{\displaystyle a_{0}\approx \,x_{0}=1-x_{1}\approx 1-M_{0}\,b_{1}}
prendendo i logaritmi di entrambi i membri
{\displaystyle \ln a_{0}=\,\ln x_{0}=\ln(1-x_{1})\approx -x_{1}=-M_{0}\,b_{1}}
Nell'ultima relazione si è usato lo sviluppo in serie di {\displaystyle \ln(1-x)} e l'approssimazione  {\displaystyle \ln(1-x)\approx -x} quando la variabile {\displaystyle x\approx 0}. In questo caso {\displaystyle x=M_{0}b_{1}} che è certamente una quantità {\displaystyle x\to 0} (seconda approssimazione).
Per tenere conto delle deviazioni positive e negative della legge di Raoult, s'introduce un coefficiente reale positivo {\displaystyle \phi }, detto coefficiente osmotico come segue:
{\displaystyle \ln a_{0}=-M_{0}\,b_{1}\,\phi }
{\displaystyle \phi =\phi (a_{0},b_{1})\approx -{\frac {\ln a_{0}}{b_{1}M_{0}}}}
Essendo {\displaystyle 0<a_{0}\leqslant 1}, si ha {\displaystyle \phi (a_{0},b_{1})>0} secondo la definizione. Nel punto {\displaystyle (a_{0},b_{1})=(1,0)} singolare si impone {\displaystyle \phi =1} in quanto la soluzione è ideale. Quindi, la deviazione di {\displaystyle \phi } dall'unità è una misura della non idealità della soluzione. Vedremo più avanti che per soluti volatili elettroliti occorre considerare nell'espressione ultima il numero stechiometrico {\displaystyle \nu _{1}}.

## Relazione con il coefficiente di attività
In una soluzione con un singolo soluto, il coefficiente osmotico (espresso in molalità con {\displaystyle b_{1}=m}) e il coefficiente di attività del soluto {\displaystyle \gamma } sono in relazione con l'energia libera di Gibbs in eccesso {\displaystyle G^{E}} tramite:
{\displaystyle RT\,m\,(1-\phi )=G^{E}-m{\frac {dG^{E}}{dm}}}
{\displaystyle RT\,\ln \gamma ={\frac {dG^{E}}{dm}}}
e utilizzando l'equazione di Gibbs-Duhem c'è quindi una relazione differenziale tra loro (temperatura e pressione costanti):
{\displaystyle m\,d(\ln \gamma )=d((\phi -1)m)}
{\displaystyle d(\ln \gamma )=d\phi +(\phi -1){\frac {dm}{m}}}

### Soluzioni non elettrolite liquide
Per una soluzione 1-soluto volatile/1-solvente con coefficiente di attività molale ({\displaystyle \gamma _{1m}b_{1}=\gamma _{1m}m}), abbiamo visto prima che il coefficiente osmotico si scrive
{\displaystyle \phi =-{\frac {\ln a_{0}}{b_{1}M_{0}}}}
e integrando il risultato ottenuto all'inizio di questa sezione si ricava una relazione che lega il coefficiente di attività di un soluto volatile non elettrolita e il coefficiente osmotico:
{\displaystyle \ln(\gamma _{1m})=\phi -1+\int _{0}^{m}{\frac {\phi -1}{m}}dm}
Dove abbiamo integrato tra {\displaystyle b_{1}=m=0} (dove {\displaystyle \gamma _{1m}=\phi =1}) e una concentrazione m arbitraria. Tale relazione ci permette di calcolare il coefficiente di attività del soluto tramite i dati della pressione vapore {\displaystyle P_{0}\approx P_{sol}} del solvente. Dalla legge di Raoult ({\textstyle a_{0}\approx {\frac {P_{0}}{{P_{0}}^{*}}}}) otteniamo l'attività del solvente; calcoliamo il coefficiente osmotico dalla relazione {\displaystyle \phi (a_{0},b_{1})} ed infine {\displaystyle \ln(\gamma _{1m})}.

### Soluzioni elettrolite liquide
Per una soluzione 1-soluto volatile/1-solvente (la dissociazione è dovuta al soluto elettrolita, ad esempio un sale) con coefficiente di attività molale ({\displaystyle \gamma _{\pm }m=\gamma _{\pm }\,b_{1}}), il coefficiente osmotico si scrive
{\displaystyle \phi =-{\frac {\ln a_{0}}{\nu _{1}b_{1}M_{0}}}}
dove {\displaystyle \nu _{1}} è il numero stechiometrico del soluto e {\displaystyle a_{0}} l'attività del solvente. {\displaystyle \phi } si calcola tramite il coefficiente di attività del soluto:
{\displaystyle \phi =1+{\frac {1}{m}}\int _{0}^{m}md\left(\ln(\gamma _{\pm })\right)}
Spesso per il coefficiente di attività del soluto {\displaystyle \gamma _{\pm }} si utilizza un'espressione simile a quella per non elettrolita:
{\displaystyle \ln(\gamma _{\pm })=\phi -1+\int _{0}^{m}{\frac {\phi -1}{m}}dm}
Secondo la teoria di Debye-Hückel, accurata per concentrazioni basse, {\textstyle (\phi -1)\sum _{i}m_{i}} è asintotica a {\textstyle -{\frac {2}{3}}A\,I^{3/2}}, dove I è la forza ionica ed A è la costante di Debye-Hückel (con valore 1.17 per acqua a 25 °C). Cioè, nella condizione di basse concentrazioni, la tensione di vapore del solvente sarà maggiore di quella prevista dalla legge di Raoult. Ad esempio, per soluzioni di cloruro di magnesio, la pressione di vapore è leggermente maggiore di quella prevista dalla legge di Raoult ad una concentrazione di {\displaystyle c_{1}=0,7\,{\text{ mol/kg}}}, dopo di che la pressione del vapore è inferiore a quella prevista dalla legge di Raoult. Tipico delle soluzioni volatili diluite, dove occorre utilizzare sia la legge di Raoult che la legge di Henry.
Per le soluzioni acquose, valori del coefficiente osmotico validi su un campo esteso di concentrazione si derivano teoricamente dalle equazioni di Pitzer o utilizzando il modello di correlazione a 3 parametri caratteristici (TCPC).

## Relazione con il coefficiente di van 't Hoff
Consideriamo una soluzione con 1-soluto/1-solvente. La pressione osmotica per soluzioni diluite di soluti non volatili (le molecole non si associano e non si dissociano in soluzione) si ottiene dall'equazione di van 't Hoff per la pressione osmotica:
{\displaystyle \Pi _{th}=c_{1}RT=\,{\frac {1-x_{0}}{x_{0}}}\;c_{0}RT\;=b_{1}\rho _{0}\;RT}
essa rappresenta un'equazione limite applicata alle molecole del soluto, queste infatti quando la concentrazione tende a zero occupano un volume (a parità di temperatura T) uguale a quello della soluzione. Tale pressione dipende dalla concentrazione {\displaystyle c_{1}} cioè dal numero delle molecole di soluto ed è quindi una proprietà collegativa.
Nel caso di soluzione diluite con soluti volatili (ad esempio un soluto elettrolita), le molecole del soluto subiscono fenomeni di associazione e dissociazione che portano ad una diminuzione o ad un aumento di particelle disciolte influenzando le proprietà collegative. Per tenere conto di tali effetti è necessario moltiplicare il secondo membro per il coefficiente di van 't Hoff i,
{\displaystyle \Pi _{sp}=i\,c_{1}RT\;=i\,\Pi _{th}}
Il suo campo di valori reali sono: {\displaystyle i=1} per soluzioni ideali (soluti non volatili), {\displaystyle i>1} per soluti che si dissociano e vale {\displaystyle 0<i<1} per soluti che si associano (soluti volatili). Per la maggior parte dei soluti non elettroliti disciolti in acqua, il fattore van 't Hoff è essenzialmente 1. Invece per soluti ionici disciolti in acqua, il fattore van 't Hoff è uguale al numero di ioni discreti in una unità di formula della sostanza. Quindi per un soluto {\displaystyle \nu _{+}:\nu _{-}\mathrm {elettrolita} } con {\displaystyle \nu _{1}=\nu _{+}+\nu _{-}} si ha {\displaystyle i\approx \nu _{1}>1}. E l'equazione limite di van 't Hoff diventa:
{\displaystyle \Pi _{th}=\nu _{1}c_{1}RT}
Questa relazione presuppone che il soluto si dissocia completamente nei suoi ioni componenti, che poi si muovono indipendentemente (Il coefficiente osmotico ha valore φ=1 per indicare il 100% di dissociazione). Nella soluzione reale in un dato istante una piccola percentuale degli ioni sono accoppiati e quindi contano come un singola particella oppure si hanno effetti elettrostatici di repulsione (φ < 1 anche se si verifica una dissociazione del 100% (vedi equazione di Debye-Hückel)). In generale, l'accoppiamento ionico si nota quando la concentrazione del soluto aumenta (φ > 1). Si noti che la deviazione di i dal valore atteso tende ad essere maggiore per soluti con ioni a carica maggiore di 1 (ad esempio MgCl2, MgSO4...)
Questa definizione data di i non è unica. Partendo dalle ipotesi fatte nella sezione di questa voce φ(a0, b1) approssimata, possiamo utilizzare la seguente definizione equivalente di i:
{\displaystyle i=\left({\frac {{P_{0}}^{*}-P_{sol}}{{P_{0}}^{*}}}\right)\,{\frac {1}{x_{1}}}\approx \left(1-{\frac {P_{0}}{{P_{0}}^{*}}}\right)\,{\frac {1}{x_{1}}}=(1-a_{0})\,{\frac {1}{1-x_{0}}}}
e quelle ricavate di φ per non elettroliti ed elettroliti:
{\displaystyle \phi \approx -{\frac {\ln a_{0}}{b_{1}M_{0}}}\qquad \phi \approx -{\frac {\ln a_{0}}{b_{1}M_{0}\,\nu _{1}}}}
dividendo queste due espressioni si ottengono due relazioni approssimate tra {\displaystyle \phi } ed {\displaystyle i}:
{\displaystyle {\frac {i}{\phi }}\approx -{\frac {1-a_{0}}{\ln a_{0}}}\,(1+M_{0}b_{1})}
{\displaystyle {\frac {i}{\phi }}\approx -{\frac {1-a_{0}}{\ln a_{0}}}\,(1+M_{0}b_{1})\,\nu _{1}}
Poiché si ha {\displaystyle 0<a_{0}<1}, si ha pure 0<-{\frac {1-a_{0}}{\ln {x_{0}}}}<1, e inoltre {\displaystyle (1+M_{0}b_{1})\approx 1} quindi sono proporzionali a meno di un fattore limitato tra 0 ed 1. Per cui una variazione {\displaystyle \phi >1} comporta una variazione {\displaystyle i>1} e viceversa. Tale relazione vale per soluzioni molto diluite cioè quasi ideali ({\displaystyle x_{0}\to 1}). Per soluti volatili elettroliti si osserva sperimentalmente a basse concentrazioni ({\displaystyle b_{1}\to 0,\,a_{0}\to 1}) il valore limite {\displaystyle i\to \nu _{1}} e poi un decremento potendo diventare anche minore di 1.
Dove per le equazioni viste si ha ({\displaystyle j=0} solvente, {\displaystyle j=1} soluto):
| Simbolo                                    | Definizione                                                            |
| ------------------------------------------ | ---------------------------------------------------------------------- |
| {\displaystyle \Pi _{th}\,\Pi _{sp}}       | La pressione osmotica della soluzione ideale diluita e di quella reale |
| {\displaystyle V_{sol}\,P_{sol}}           | Il volume è la pressione della soluzione                               |
| {\displaystyle T}                          | La temperatura assoluta della soluzione                                |
| {\displaystyle R}                          | La costante dei gas (pari a 8,314472 J/mol·K)                          |
| {\displaystyle P_{j}\quad j=0,1}           | Le pressioni                                                           |
| {\displaystyle P_{j}^{*}\quad j=0,1}       | Le pressioni del componente allo stato puro                            |
| {\displaystyle a_{j}\quad j=0,1}           | Le attività                                                            |
| {\displaystyle n_{j}\quad j=0,1}           | Le moli                                                                |
| {\displaystyle c_{j}\quad j=0,1}           | Le molarità                                                            |
| {\displaystyle b_{j}\quad j=0,1}           | Le molalità                                                            |
| {\displaystyle x_{j}\quad j=0,1}           | Le frazioni molari                                                     |
| {\displaystyle \nu _{1}=\nu _{+}+\nu _{-}} | Il numero totale di ioni dissociati del soluto elettrolita             |
| {\displaystyle \nu _{+},\,\nu _{-}}        | Numero cationi e anioni del soluto elettrolita per unità di formula    |

## Esempi
In entrambi gli esempi abbiamo per il solvente acqua una molalità {\displaystyle b_{0}=b_{water}=55,506} mole/Kg. Inoltre il valore della pressione del solvente puro in condizioni std ( {\displaystyle T=298\,^{\circ }\!K,P=1{\text{bar}}}, 1 bar = 105 Pascal) è di {\displaystyle P_{0}^{*}=23,756\,{\text{torr}}} cioè con la pressione misurata in torr.
Soluto volatile non elettrolita
Consideriamo una soluzione 1-soluto/1-solvente con il solvente H2O e il soluto volatile C12H22O11. La molalità del soluto {\displaystyle b_{1}=m_{1}} viene variata tra 0 e 6 mole/kg e ciò comporta la variazione della frazione molare dell'acqua {\displaystyle x_{0}=x_{water}} tra 1 e 0,9.
Si nota nel primo grafico a destra della tensione di vapore dell'acqua ({\displaystyle P_{sol}\approx P_{0}=P_{water}}) la deviazione negativa dei valori sperimentali (curva concava in basso) dalla legge di Raoult (linea retta) e nel secondo la conseguente variazione del coefficiente osmotico con valori {\displaystyle \phi \geq 1} come previsto dalle relazioni ricavate nella definizione
{\displaystyle a_{0,sp}\approx {\frac {P_{0,sp}}{P_{0}^{*}}}={\frac {P_{\mathrm {water} }}{23,756}},\qquad x_{0}=x_{\mathrm {water} }={\frac {b_{0}}{b_{0}+b_{1}}}={\frac {1}{1+0,0180b_{1}}}}
{\displaystyle \phi \approx -{\frac {55,506\,\ln(a_{0,sp})}{b_{1}}}=-{\frac {55,506\,\ln(a_{0,sp})}{m_{1}}}}.
Soluto volatile elettrolita
Consideriamo una soluzione 1-soluto/1-solvente con il solvente H2O e il soluto volatile elettrolita NaCl.
Si nota nel primo grafico a destra della tensione di vapore dell'acqua ({\displaystyle P_{sol}\approx P_{0}=P_{water}}) la deviazione negativa dei valori sperimentali (curva concava in alto) dalla legge di Raoult (linea retta) e nel secondo la conseguente variazione del coefficiente osmotico con valori {\displaystyle \phi } indicati di seguito
1. Curva continua: andamento del coefficiente osmotico di NaCl ideale ({\textstyle \phi =1}) e reale.
2. Curva a tratti: la forma delle curve comporta un calo dell'attività dovuto all'accoppiamento ionico a contatto diretto che riduce la concentrazione apparente del soluto (componente elettrostatica con {\textstyle 0<\phi <1})
3. Curva a puntini:  indica un aumento del coefficiente osmotico dovuto al legame dell'acqua dal soluto e la sua conseguente perdita di dissociazione nella soluzione (componente non elettrostatica con {\textstyle \phi >1}), aumentando così la concentrazione apparente.

I soluti elettroliti tendono a formare una coppia ionica a contatto diretto invece di coppie ioniche separate da solvente. I dati sperimentali sono ricavati come prima, eccetto per il calcolo della frazione molare e del coefficiente osmotico
{\displaystyle a_{0,sp}\approx {\frac {P_{0,sp}}{P_{0}^{*}}}={\frac {P_{\mathrm {water} }}{23,756}},\qquad x_{0}=x_{\mathrm {water} }={\frac {b_{0}}{b_{0}+b_{1}}}={\frac {1}{1+0,0180b_{1}\,\nu _{1}}}}
{\displaystyle \phi \approx -{\frac {55,506\,\ln(a_{0,sp})}{\nu _{1}\,b_{1}}}=-{\frac {55,506\,\ln(a_{0,sp})}{2\,m_{1}}}}.

## Applicazioni
Per soluzioni liquide, il coefficiente osmotico viene utilizzato per calcolare il coefficiente di attività del soluto volatile (ad esempio quello di un sale elettrolita come NaCl,...) dai dati sperimentali dell'attività del solvente {\displaystyle a_{0}}, o viceversa. I dati si ricavano da misure dell'abbassamento del punto di congelamento per soluzioni diluite, o misure di deviazioni dai valori teorici per soluzioni ideali di qualsiasi delle proprietà colligative.